# Rolin Wavre
Rolin-Louis Wavre (Neuchâtel, 25 de março de 1896 – Genebra, 9 de dezembro de 1949) foi um matemático suíço.
Wavre estudou na Sorbonne, obtendo um doutorado em 1921 na Universidade de Genebra, onde foi a partir de 1922 professor extraordinário e a partir de 1934 professor ordinário (como sucessor de Charles Cailler). Envolveu-se dentre outros com lógica e filosofia da matemática, onde seguiu como intuicionista Luitzen Egbertus Jan Brouwer. Aproximadamente de forma simultânea com Leon Lichtenstein trabalhou também com configurações de equilíbrio de corpos fluidos em rotação, com vistas a aplicações sobre a forma dos planetas e da Terra na astrofísica.
Em 1932 apresentou uma conferência plenária no Congresso Internacional de Matemáticos (ICM) em Zurique (L’aspect analytique du problème des figures planétaires). Foi palestrante convidado (Invited Speaker) na ICM de 1920 em Estrasburgo, em 1928 em Bolonha, e em 1936 em Oslo.
Em 1936/37 foi presidente da Sociedade Matemática da Suíça.
Foi amigo de infância de Jean Piaget em Neuchâtel.

## Obras
- La logique amusante. Editions du Mont-Blanc, Genebra 1946.
- Is there a crisis in mathematics? In: American Mathematical Monthly. Vol. 41 (1934), p. 488.
- L’imagination du réel, l’invention et la découverte dans la science des nombres. Baconnière, Neuchâtel 1948.
- Figures planétaires et géodésie. Gauthiers-Villars 1932 (Prólogo Jacques Hadamard).